# Stora Abborrtjärnet (Älgå socken, Värmland)
Stora Abborrtjärnet är en sjö i Arvika kommun i Värmland och ingår i Göta älvs huvudavrinningsområde. Sjön är 16 meter djup, har en yta på 0,042 kvadratkilometer och befinner sig 260 meter över havet.